# Noctua olivacea
Noctua olivacea är en fjärilsart som beskrevs av Turati 1924. Noctua olivacea ingår i släktet Noctua och familjen nattflyn. Inga underarter finns listade i Catalogue of Life.